# Santos Ram
Santosh Ram  es un director, escritor y productor de cine indio. Es ampliamente conocido por sus cortometrajes Vartul (2009), Galli (2015) y Prashna (2020), los cuales han sido proyectados y premiados en varios festivales cinematográficos de todo el mundo. Su ópera prima Vartul  ha sido proyectada en más de 56 festivales cinematográficos y ha ganado trece premios. Prashna (Interrogación) 2020 fue nominada para el Filmfare  Short Film Awards 2020. Santosh Ram ganó la Mención Especial del Premio Iris (guion) con Prashna en el Festival Cinematográfico Innocenti de UNICEF 2021 en Florencia, Italia .

## Infancia y entorno
Ram nació en Dongershelki, Distrito de Latur, Maharashtra .  Creció en una familia de clase media en  Udgir, Maharashtra, India. Durante su infancia recibió la influencia de Marathwada, la región en la que creció.

## Carrera
Santosh comenzó su carrera cinematográfica escribiendo y dirigiendo cortometrajes in 2009. Su film inicial,  Vartul, en idioma maratí, fue rodado en una película de 35 mm:  Vartul (2009), y fue proyectado en más de 56 festivales nacionales e internacionales, incluyendo el 11.º Festival de Cine Cinefan de Osian 2009, en Nueva Delhi; el 3.er Festival Internacional del Documental y Cortometraje de Kerala, 2010, India; 8.º Festival de Cine Asiático Tercer Ojo 2009, Mumbai, y 17.º Festival de Cine Asiático Reel de Toronto 2013 (Canadá), ganando trece premios. Su segundo cortometraje: Galli (2015), fue proyectado en 13 festivales nacionales e internacionales de cine. Su último film Prashna (2020) fue preseleccionado para el Premio al Cortometraje Filmfare  2020 y oficialmente seleccionado para 36 festivales de cine de todo el mundo, ganando diecisiete premios.

## Filmografía
| Año  | Film                               | Idioma        | Director | guion | Productor | Notas                                                     |
| ---- | ---------------------------------- | ------------- | -------- | ----- | --------- | --------------------------------------------------------- |
| 2009 | Vartul                             | Marati        | Si       | Si    | No        | Selección oficial en 53 Festivales de CineGanó 14 premios |
| 2015 | Galli                              | Marati        | Si       | Si    | Si        | Selección oficial en 13 Festivales de Cine Cortometraje   |
| 2020 | Prashna                            | Marati        | Si       | Si    | No        | Selección oficial en 37 Festivales de CineGanó 17 premios |
| 2024 | La historia de Yuvraj y Shahajahan | Marati, Hindi | Si       | Si    | Si        | Cortometraje                                              |
| 2026 | China Mobile                       | Marati        | Si       | Si    | Si        | Largometraje                                              |

## Premios y reconocimientos
Vartul 2009
- Mejor Película - 4th International Short Film Festival of India 2010, Chennai.
- Mejor Película - 2nd International Film Festival Nagpur 2011
- Mejor Director - Pune Short Film Festival 2011, Pune
- Mejor Película - 6th Goa Marathi Film Festival 2013, Goa
- Mejor Película Infantil - Malabar Short Film Festival 2013
- Premio Apreciación por Excelencia en Producción de Cine - Kanyakumari International Film Festival 2013, Kanyakumari
- Mención Especial del Jurado - Navi Mumbai International Film Festival[14] 2014, Navi Mumbai
- Mejor Película - Barshi Short Film Festival 2014
- Mejor Película - 1st Maharashtra Short Film Festival 2014
- Nominada - Mahrashtra Times Awards 2010

Prasna 2020
- Mención Especial del Premio Iris (guion) en el Innocenti Film Festival de UNICEF 2021Florencia, Italia.[15]
- Nominación - Best Short Film - Filmfare Awards 2020[10]
- Mejor Cortometraje - 3rd Vintage International Film Festival,[16] 2020
- Mejor Cortometraje - 4th Anna Bhau Sathe International Film Festival, 2021
- Mejor Cortometraje Social - Bettiah International Film Festival, 2020
- Mejor Cortometraje Honorable Mención Especial - Sprouting Seed International Short Film Festival,2020
- Mejor Director - 4th Anna Bhau Sathe International Film Festival, 2021
- Mejor Guion - 4th Anna Bhau Sathe International Film Festival, 2021
- Mejor Cortometraje de Ficción, Mención Especial - 14th SiGNS Short and Documentary Film Festival,[17] 2021
- Mejor Cortometraje - 6th Bengal International Short Film Festival,[18] 2021
- Mención Especial del Jurado - 9th Smita Patil Documentary and Short Film Festival, Pune.
- Mejor Historia - Ma Ta Short Film Festival 2022. , Mumbai Diploma de la competencia internacional de cortometrajes "Para el desarrollo de la educación en áreas remotas".[19]